# Kent Carlsson (tennisspelare)
Kent Carlsson, född 3 januari 1968 i Eskilstuna, Sverige, är en svensk tidigare professionell tennisspelare. 

## Tenniskarriären
Kent Carlsson debuterade som professionell tennisspelare på ATP-touren i september 1983 och spelade till och med säsongen 1989 då han som 21-åring tvingades avsluta sin karriär på grund av omfattande knäskador. Under karriären vann han 9 ATP-titlar i singel, alla på grusunderlag, men ingen i dubbel. Han rankades som bäst som nummer 6 i världen i singel (september 1988). Carlsson spelade totalt in 998 956 USD i prispengar. 
Carlsson vann sin första fyra ATP-titlar 1986-87 och besegrade spanjoren Emilio Sánchez i två av dessa (Bologna och Madrid 1987). Säsongen 1988 betraktades Carlsson som en av världens absolut bästa grusspelare, han vann då 5 ATP-titlar och finalbesegrade spelare som Henri Leconte (Hamburg, 6-2 6-1 6-4), Emilio Sánchez (Kitzbuhel, 6-1 6-1 4-6 4-6 6-3) och Thomas Muster (Barcelona, 6-3 6-3 3-6 6-1).  
Säsongerna 1986-88 deltog Kent Carlsson i det svenska Davis Cup-laget och spelade 4 matcher och vann dessa. Hans främsta insats var 1986 då han i ett möte mot Tjeckoslovakien i Prag på grus besegrade Miloslav Mecir med 6-0 6-2 6-4. 

## Spelaren och personen
Kent Carlsson var en utpräglad baslinjespelare som slog sina grundslag med kraftig topspin på både forehand och backhand (dubbelfattad).  
Kent Carlsson har efter avslutad proffskarriär fungerat som tennistränare, bland andra för Niclas Kroon. Magnus Norman , Thomas Johansson and Aki Rahunen. Han ägnar numera stor del av tiden åt hästar och trav tillsammans med sin hustru Elisabet Carlsson på Ärsta Gård i Eskilstuna. Stallnamnet är Skift och Kent Carlsson har bland annat fött upp Electra Skift, som vann Svenskt travoaks, ett av de klassiska årgångsloppen med en miljon i förstapris, 2005.
Sedan 2005 deltar Carlsson i ett sponsorsprojekt som kallas "Team Top Ten, Sweden" (TT 10), som tillkommit i syfte att ge ekonomiska och träningsmässiga möjligheter för unga talanger att nå världstoppen inom sin idrott.

## ATP-titlar
- Singel
  - 1986 - Bari, Barcelona
  - 1987 - Nice, Bologna
  - 1988 - Madrid, Hamburg, Kitzbuhel, St. Vincent, Barcelona